# Губська Олександра Никанорівна
Губська Олександра Никанорівна (нар. 23 грудня 1918, с. Ближня Ігуменка, нині Бєлгородський район, Бєлгородська область, Росія — 1 листопада 2003, Київ, Україна) — радянський та українській лікар-стоматолог, доктор медичних наук (1965), професор (1968).

## Біографія
Народилася 1918 р. в с. Ближня Ігуменка Бєлгородської обл. в селянській сім'ї.
Закінчила Харківський стоматологічний інститут у 1940 році.
Працювала практичним лікарем-стоматологом, з 1956 по 1965 рік займалась науково-педагогічною роботою (асистент, доцент) у Харківському медичному інституті.
У 1965—1985 рр. — завідувачка кафедри ортопедичної стоматології Київського інституту удосконалення лікарів.
Одна з провідних фахівців в колишньому СРСР та Україні з питань хірургічного та ортопедичного лікування уроджених вад щелепно-лицевої ділянки.

## Родина
- Чоловік: Губський Іван Якович (1914—1973) — інженер-геодезист, підполковник Радянської Армії.
- Син — Губський Всеволод Іванович (1940—1995) — доктор медичних наук, професор. Відомий вчений в галузі клінічної патофізіології та медичної радіології.
- Син: Губський Юрій Іванович (1945 р.нар.) — член-кореспондент Національної академії медичних наук України, заслужений діяч науки і техніки України, доктор медичних наук, професор. Відомий вчений в галузі медичної біохімії, молекулярної фармакології та токсикології. Завідувач кафедри біоорганічної, біологічної та фармацевтичної хімії Національного медичного університету імені О.Богомольця (1997—2010). Один з фундаторів паліативної та хоспісної допомоги в Україні. Директор Державного навчально-науково-методичного центру паліативної та хоспісної медицини, завідувач кафедри паліативної та хоспісної медицини НМАПО імені П. Л. Шупика МОЗ України (з 2010 р.).
- Онука: Губська Олена Юріївна — лікар-терапевт; доктор медичних наук, професор кафедри внутрішніх хвороб Національного медичного університету імені О.Богомольця.
- Онука: Губська Ганна Всеволодівна — кандидат біологічних наук, фахівець в галузі квантової біофізики.